# Mariabedevaart Neviges

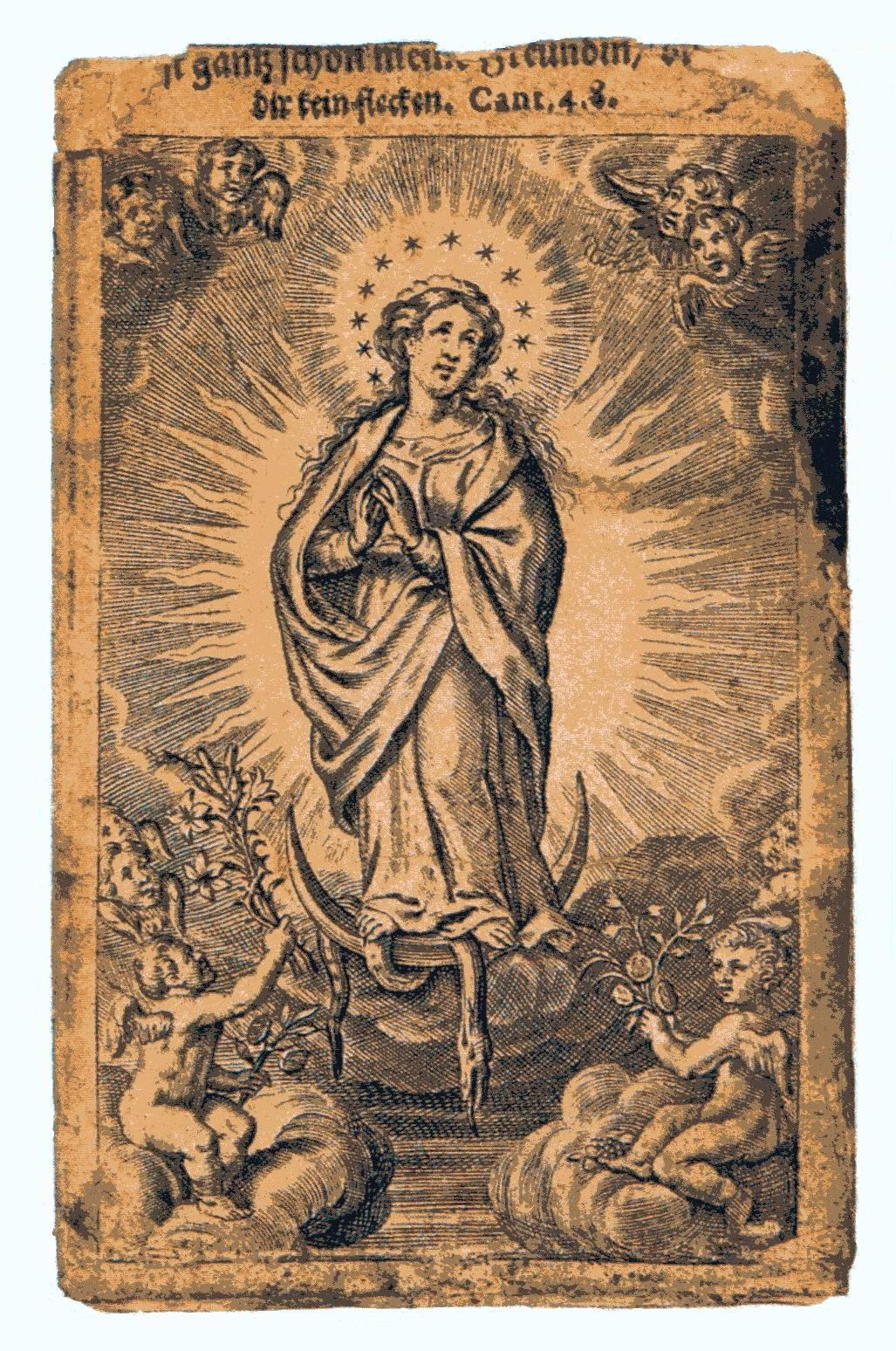
Wonderbaarlijke beeld van de bedevaart Neviges

De Mariabedevaart Neviges is een rooms-katholieke afbeelding-bedevaart naar Neviges (aartsbisdom Keulen) in het Bergische Land.

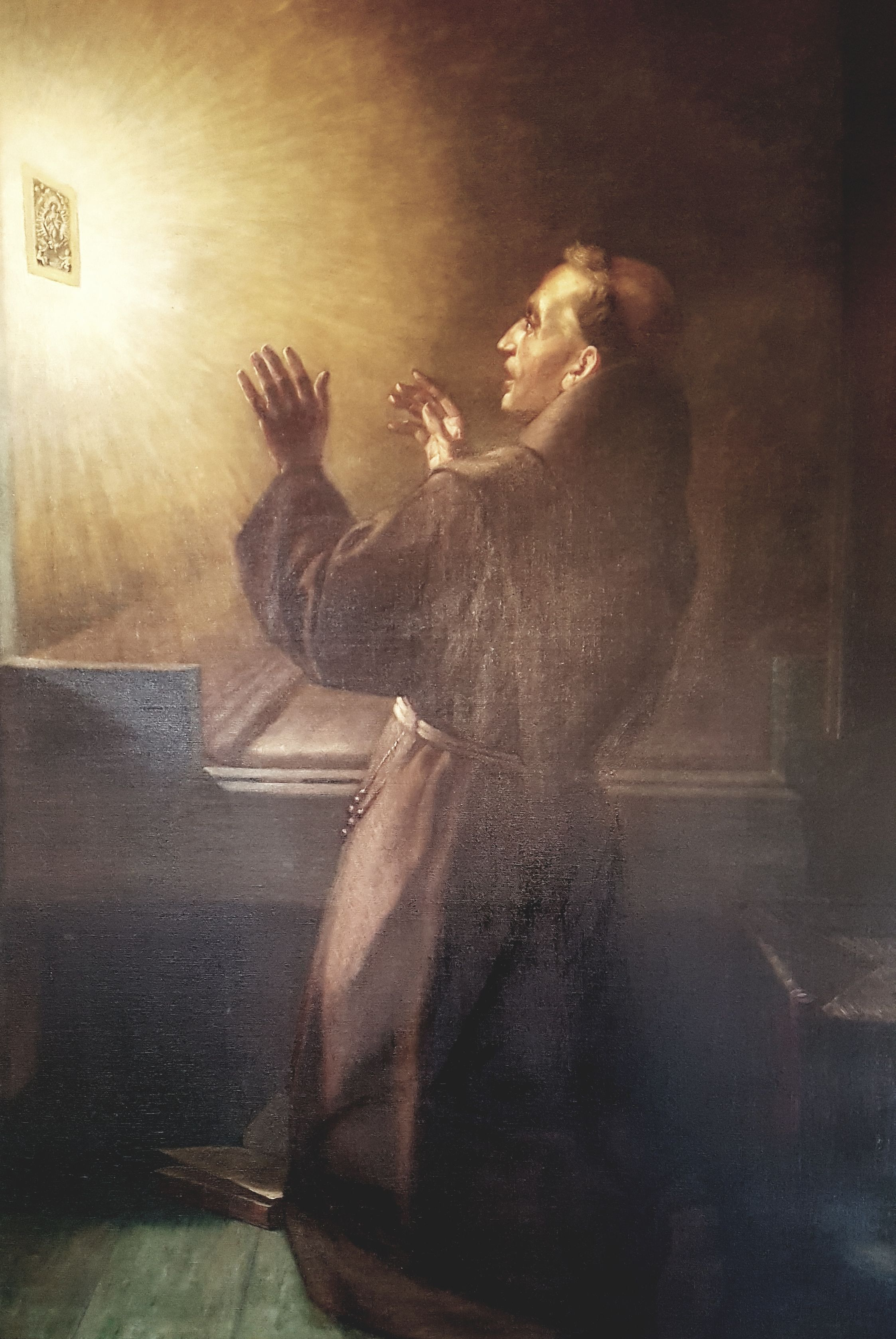
Openbaring aan pater Schirley

De bedevaart bestaat sinds 1681. Kardinaal Josef Frings promootte de bedevaart van 1942 tot 1969. Tijdens zijn tijd als aartsbisschop van Keulen werd de bedevaartskathedraal Maria Koningin van de Vredekerk gebouwd tussen 1966 en 1968, naar een ontwerp van de architect Gottfried Böhm. 

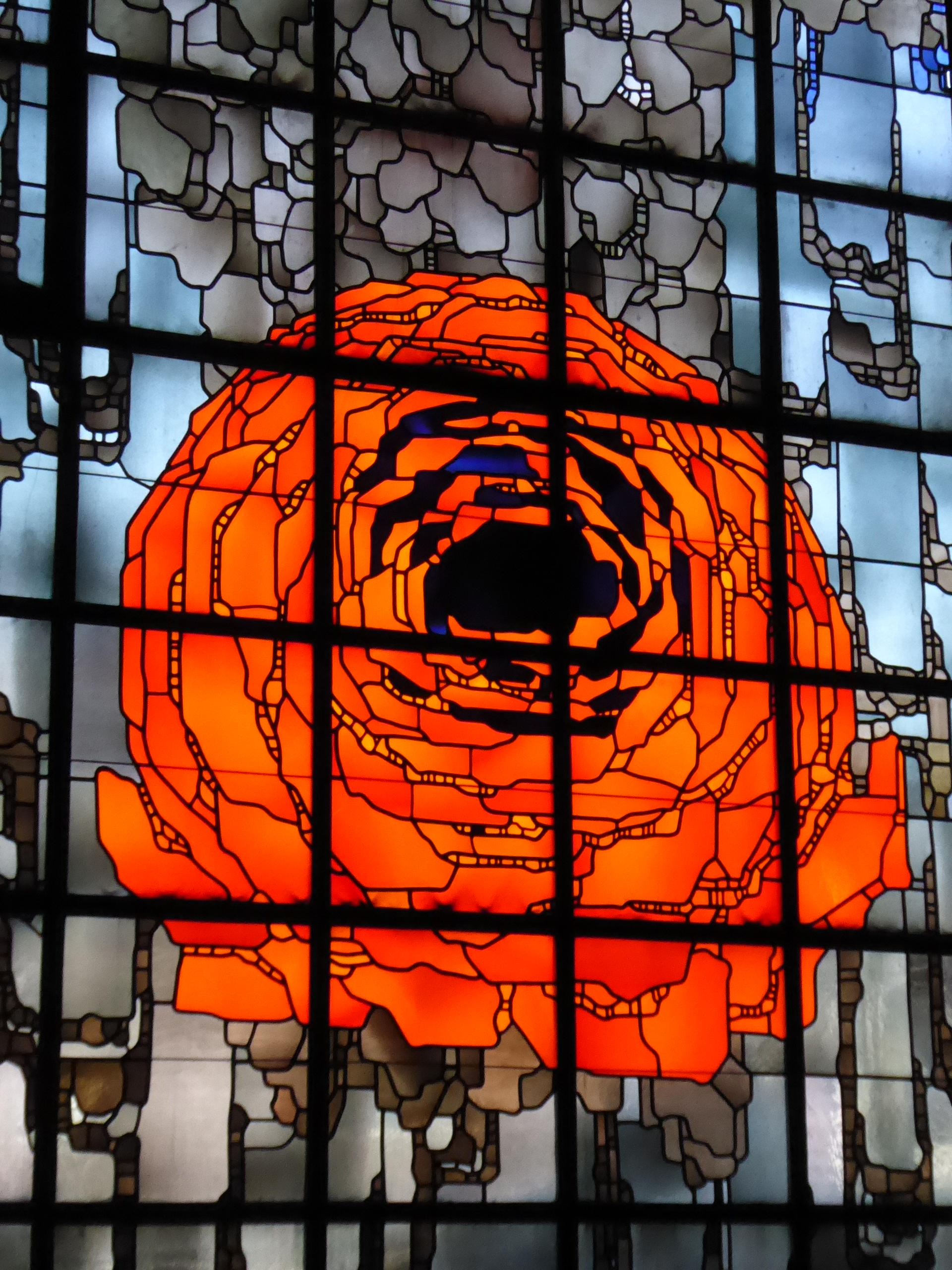
Roosvenster van de Mariendom bij de tabernakelzuil

## Het beeld
Het voorwerp van de devotie van de pelgrims is het Neviges-beeld (ook bekend als het beeld van Hardenberg) van de Onbevlekt Ontvangen Maagd Maria. Het is een gravure in koperplaat met de afbeelding van een vrouw, geïnterpreteerd als de Moeder Gods, zoals beschreven in hoofdstuk 12 van de Openbaring van Johannes: "Een vrouw bekleed met de zon, de maan onder haar voeten en op haar hoofd een krans van twaalf sterren". Maria staat op de maansikkel en heeft de kop vermorzeld van de duivelse slang, die slap hangt met de tong uitgestoken. Het haar van de Moeder Gods wordt als een kroon om haar hoofd gevlochten en valt dan - als teken van maagdelijkheid - lang over haar schouder. Aan de onderrand van de afbeelding houden twee engelen lelies en rozentakken vast, omwonden met doornen - als teken van zuiverheid en liefde.
De gravure is afkomstig uit een boek, het zeer succesvolle barokke gebedenboek Das Himmlisch Palm-Gärtlein van de jezuïet Wilhelm Nakatenus (eerste editie 1660, daarna nog talrijke drukken). In de editie van 1664 beslaat het schilderij pagina 254. De afbeelding houdt rechtstreeks verband met de Onbevlekte Ontvangenis, in zoverre dat de vrijstaande bladzijde wordt bekroond door een (slechts gedeeltelijk leesbaar) citaat uit het Hooglied, dat luidt: "Je bent heel mooi, mijn vriend, en er is geen vlekje op je. Cant. 4.8." (vandaag: 4.7).

## Geschiedenis van de pelgrimstocht

### Oorsprong
Rond 1630 trouwde Johann Sigismund von Bernsau, de protestantse landsheer van het bijna geheel protestantse vorstendom Hardenberg, met de katholieke Anna von Asbeck, die haar opleiding had genoten in het Damenstift Stoppenberg (nu Essen). Zij vroeg toestemming om haar kinderen katholiek op te voeden, en kreeg ook de bekering van haar man in 1649. Na zijn dood werd zij regentes en liet in 1670 voor de weinige katholieken de Annakapel bouwen. In 1676 riepen zij en haar dochter Isabella Margaretha, moeder van Johann Sigismund von Schaesberg, sinds 1666 weduwe van Friedrich Arnold von Schaesberg en sinds 1675 mederegent, de orde der franciscanen naar Hardenberg met het oog op re-katholicisatie. Beide vrouwen stichtten het klooster van Hardenberg in 1680. De tweede overste van het klooster, dat behoorde tot de Saksische franciscaanse provincie (Saxonia), was Caspar Nießing. Het was zijn taak kloostergebouwen op te richten, maar dit kwam tot stilstand.
In het franciscanenklooster te Dorsten was in september 1680 de 32-jarige franciscaan Antonius Schirley aan het bidden uit Nakatenus' gebedenboek Das Himmlisch Palm-Gärtlein met de koperplaat van de Onbevlekte Ontvangenis, toen hij meende een stem te horen met de boodschap: "Breng mij naar Hardenberg, daar zal ik vereerd worden".
In de twee daaropvolgende nachten had hij nog twee audities. Eerst kreeg hij de opdracht contact op te nemen met de franciscanen in Neviges en hen te vertellen dat een "grote prins" een ziekte had waarvan hij alleen kon genezen door een "gelofte aan de Hardenberg" en door de bouw van het klooster te steunen. De volgende nacht ontving hij het bevel een noveen te beginnen en negen weken lang op zaterdag de H. Mis te vieren "als dank voor mijn Onbevlekte Ontvangenis". De onbevlekte ontvangenis van Maria, een geloofszekerheid in de katholieke kerk sinds het Concilie van Bazel (1439) maar geen dogma tot 1854, vond zijn sterkste aanhangers bij de franciscanen sinds de 13e eeuw.
Schirley wendde zich tot Caspar Nießing, die op zijn beurt de steun inriep van de abt van het Benedictijner klooster van Werden, Ferdinand von Erwitte. De "grote prins" dook op in de persoon van de prins-bisschop van Paderborn en Münster, Ferdinand von Fürstenberg, die ziek was en na het afleggen van zijn geloften herstelde (hij overleed pas in juni 1683). Zo kon Nießing op 20 juli 1681 de eerste steen leggen voor de bouw van het klooster en vond op 25 oktober de eerste bedevaart naar Neviges plaats, bijgewoond door de prins-bisschop, de abt van Werden en de vrome vorst hertog Jan Wellem. Zijn vader, Philipp Wilhelm von der Pfalz, had al in 1677 een kapel laten bouwen voor de Benrathse bedevaart naar de "Zwarte Moeder Gods", en de Palmentuin van de Nakatenus was gewijd aan zijn vrouw Elisabeth Amalie von Hessen-Darmstadt, de moeder van Jan Wellem, die zich tot het katholieke geloof had bekeerd.

### Ontwikkeling van 1681 tot heden
Vanaf 1682 werden hertog Jan Wellem en zijn vrouw Maria Anna Josepha van Oostenrijk de ijverigste promotors van de pelgrimstocht. De hertog leidde 5000 Düsseldorfse pelgrims naar Hardenberg-Neviges en gaf opdracht tot een jaarlijkse openbare processie van Düsseldorf naar Neviges. Een andere beschermheer was abt Ferdinand (1628-1706) van het klooster Werden, die op 28 juli 1683 in een oorkonde getuigde van de oorsprong van de bedevaart uit het wonder van Dorsten (zonder de naam van Schirley te noemen) en van de eerste verering van het beeld op 25 oktober 1681. Dat deze promotie ook uit belangstelling geschiedde, blijkt uit de door hem ingevoegde vermeende uitspraak van O.L. Vrouw dat de plaats Hardenberg "niet minder beroemd zal worden dan het dorp Kevelaer", die moet worden beoordeeld tegen de achtergrond van het zuiver protestantse milieu van Neviges in die tijd.
In 1781 woonden meer dan 10.000 pelgrims de viering van het eeuwfeest bij. Rond 1800 was ook het aantal katholieken in het ambt Hardenberg gestegen van 70 tot 1400.
Toen het franciscanenklooster in 1804 ten gevolge van de secularisatie werd opgeheven, namen de franciscanen van Neviges de pastorale zorg voor de parochie over en bleven zij in de kloostergebouwen wonen, zodat het formeel opgeheven klooster in feite bleef voortbestaan. In september 1812 werd het een centraal of uitstervend klooster, waar de broeders van de opgeheven kloosters van verschillende orden in het Bergisches Land tot aan hun dood konden wonen. In 1826 stond koning Frederik Willem III van Pruisen, waartoe Neviges nu behoorde, het voortbestaan toe van enkele kloosters, waaronder dat van Neviges. Vader Clementinus Schmitz verwierf een bijzondere regionale bekendheid. Na tussenkomst van enkele naburige parochies en de aartsbisschop van Keulen, Johannes von Geissel, mocht het klooster vanaf 1845 ook nieuwe leden toelaten.[2] In de eerste helft van de 19e eeuw had de bedevaart echter ook met deze moeilijkheden te kampen, maar werd in 1854 door de afkondiging van het dogma van de Onbevlekte Ontvangenis weer gestimuleerd en kon in 1881 voor de viering van het 200-jarig bestaan weer opbloeien, hoewel het klooster van 1875 tot 1886 vanwege de Pruisische Kulturkampf weer werd opgeschort. Pastoor Basilius Pfannenschmied (1872-1894) speelde een belangrijke rol in deze ontwikkeling. In 1888 leidde hij de inwijding van de Kreuzberg (kruisweg met 14 staties) en de uitbreiding van de bedevaartskerk.
In 1935 bereikte de Nevigesbedevaart een hoogtepunt met 340.000 jaarlijkse pelgrims; de populaire missionaris pater Elpidius Weiergans speelde hierin een belangrijke rol. Samen met de bedevaartleider pater Gabriel Schmidt (1887-1965) ontwikkelde hij in 1932 het concept van de "Hardenbergse Sturmandacht", een gebedsdienst waarin de Allerheiligste Moeder met opgeheven handen wordt "belaagd" met een grote verscheidenheid aan intenties. In deze jaren verwierf Hardenberg-Neviges de reputatie van een "Duits Lourdes" met meer dan 100 speciale treinen voor pelgrims per jaar, een ontwikkeling die door het uitbreken van de Tweede Wereldoorlog werd afgeremd.
Van 1942 tot 1969 was kardinaal Josef Frings de promotor van de bedevaart. Tijdens zijn periode als aartsbisschop van Keulen werd van 1966 tot 1968 de bedevaartskathedraal van Neviges gebouwd naar een ontwerp van de architect Gottfried Böhm, die kardinaal Karol Wojtyła op 23 september 1978 bezocht met de Duitse en Poolse bisschoppen onder leiding van primaat kardinaal Wyszyński en kardinaal Höffner, 23 dagen voordat Wojtyła tot paus Johannes Paulus II werd gekozen. In 1981 kon de 300e verjaardag van de pelgrimstocht worden gevierd.
Nadat de Duitse franciscaanse provincie het klooster van Neviges eind januari 2020 had opgegeven wegens personeelsgebrek, nam de Franse priestergemeenschap van Sint-Maarten op 1 september van datzelfde jaar met drie priesters de zorg voor het bedevaartsoord op zich.

## Weblinks
- Pagina van de Mariabedevaart
- Website van de Broederschap Dülmen Hardenberg
- Homepage van de gemeenschap van Sankt Martin